# Tapéta

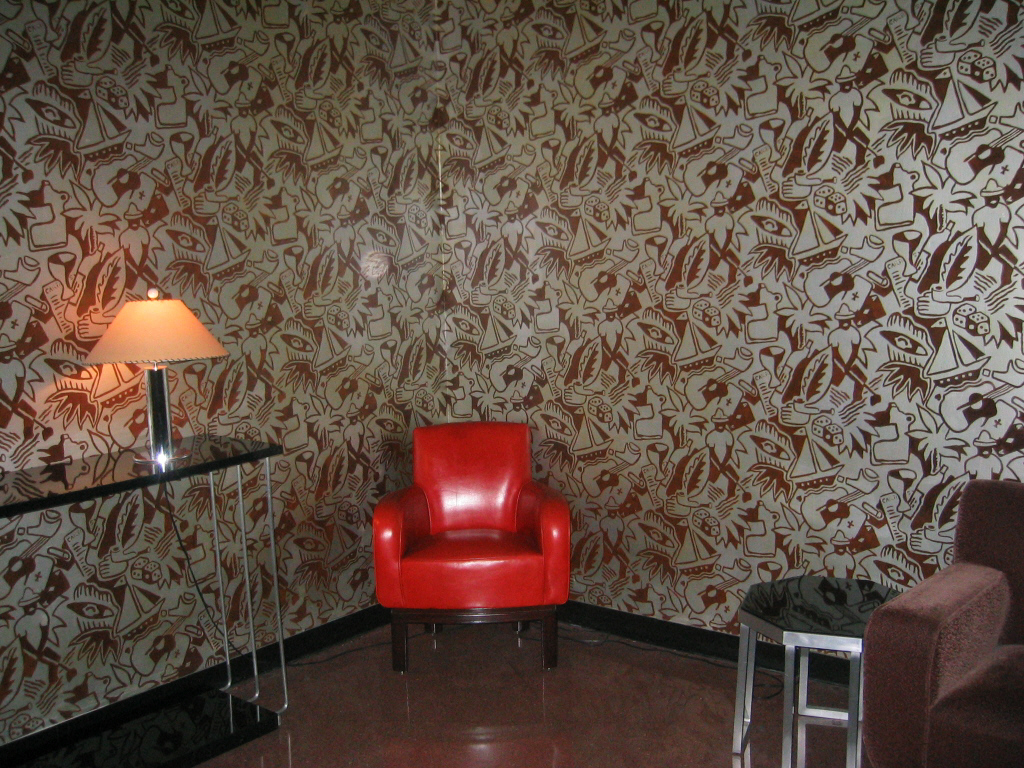
Tapétázott szoba

A tapéta (a latin tapetum szótól) kárpit, mely eredetileg hosszú szőrű pamutszövet, napjainkban leginkább festett, nyomtatott papiros, ritkábban bőr, mellyel a falakat díszítés céljából bevonják. A fatapéta a lakóhelyiségek belső falainak burkolására szolgál, abból a célból, hogy a régen nagyon használt faburkolatot látszatra helyettesítse. Készítik rendesen hámozott furnérból, amelyek vastagsága csak 0,2-0,3 mm és az ebből származó törékenysége miatt rögtön hámozás után automatikusan dolgozó géppel közvetlenül erős, szívós papirosra vagy olcsó, finom vászonra ragasztják föl. A kárpitos egészen úgy kezeli, mint a papiroskárpitot, azzal a különbséggel, hogy a fa szerkezeteit is utánozza vele. Díszesebb fatapétánál a mezőkbe tömbmozaikot vagy intarziát is raknak be. Az ilyeneket aztán hasítással gyártják.

## Története
A falak díszítő-burkolóelemeinek története az ősemberek barlangok falára helyezett állatbőröktől tart napjaink nyomdaipari technológiáival előállított tapétáiig. Kezdetben a kézművesség dominált, ma a gyártásipari eljárások és az ehhez kapcsolódó trendek, divattervezők munkája határozza meg a faldíszítés ezen formáját.

### A faldíszítés kezdetei
Az emberi faj tulajdonsága, hogy a szellemi és érzelmi világát megjeleníti a környezetében. A fejletlen közösségekben létező ember a falait az életében a mainál jóval fontosabb szerepet betöltő állatvilág anyagával és témájával díszítette: szőrmékkel, bőrökkel.

### A kézi készítésű tapéták kora
Antik tapétáknak a XIV. századtól a dombornyomott, aranyozott bőrből készült falburkoló anyagok és drága szövetdrapériák számítottak, melyek a feudális fényűzés egyik eszközévé váltak.
Ezt a díszítőelemet Európába a mór hódítók hozták a szattyánbőrön alapuló technológiájukkal. Ezután az aranyozott bőrök készítői céhekbe szerveződtek, szabványok szerint dolgoztak, a bonyolult mintázatot stancolással vagy dombornyomással vitték a felületre, a bőröket összevarrták, és fakeretekre feszítve illesztették a falra.

### Nyomdaipari, modern tapéták
A falfelület folyamatos mintákkal történő dekorálását a XVII. századra oldotta meg a nyomdaipar fejlődése, mégis az 1830 körül feltalált forgó dobszita tette lehetővé a modern, tömeges tapétagyártást, ezek közül néhány korai tapéta megmaradt a kasseli Tapétamúzeumban.
A nyomdaipari eljárások folyamatos fejlődése lehetővé tette a tapéták széles társadalmi rétegek számára történő eladását, ami új lendületet és szerteágazó stílusirányzatot adott a tapétaiparnak.

## Típusai
A tapéták többféle csoportosítása lehetséges azok alkalmazása, anyaga és elkészítése szerint. A különböző tapétatípusokat lehet az alkalmazott színek és minták szerint, mivel ezek a tapéta lényegét, a hangulatteremtő hatást képviselik.

### Funkció szerint
A tapéta definitíve alapvető alkalmazása a falburkolás, amely azonban megvalósíthat esztétikai, hangulatteremtő, építészeti és fejlesztő, foglalkoztató elgondolásokat is.

### Anyag szerint
Az európai tapétaszabvány (DIN EN 235) a "tekercsben kiszerelt falburkoló anyagokat" két csoportra osztja: a kész és az utólagosan bevonattal ellátandó falburkoló anyagokra. A késztermékeket is nyolc csoportba sorolja az anyaguk összetételének függvényében:
- Papír falburkoló anyagok
- Szintetikus falburkoló anyagok (papír alapon)
- Szintetikus falburkoló anyagok (nem papír alapon)
- Gyapotrostos falburkoló anyagok
- Textil falburkoló anyagok
- Velúr falburkoló anyagok
- Fémes falburkoló anyagok
- Természetes anyagból készült falburkoló anyagok

A félkész termékek közül a legismertebbek a fűrészporos és üvegszálas festhető tapéta.

### Gyártás szerint
A modern tapéták a nyomdaiparban készülnek az ágazatban alkalmazott eljárásokkal. Ezek közül a következőket használják a tapétagyártás során:
- Flexó nyomtatás
- Mélynyomás
- Szitanyomás
- Digitális nyomtatás
- Dombornyomás

## A minták és színek hatása
A tapéta színének kiválasztásakor figyelembe kell venni az egyes színek pszichológiai hatását.
- Piros – érzelmeket felerősítő, izgató, aktivitásra késztető szín.
- Barna – állandóságot, hovatartozást, biztonságérzetet fejez ki.
- Sárga – hatása lelkesítő, optimista, megkönnyebbülés érzetet kelt.
- Zöld -  a remény, a nyugalom, az egyensúly színe.
- Kék – békességre, csendre, rendre ösztönöz, érzékenységünket fokozza.
- Fehér – a tisztaság, a rend, a semlegesség színe.
- Lila – az erő, az erotika színe.

A szín mellett szintén fontos a tapétán levő minták mérete, sűrűsége, a vonalvezetés iránya.
A sötét tónusú nagyméretű minták hatására a falfelület kisebbnek tűnik, és arányai megváltoznak. A kisméretű világos színű minták ellenben optikailag nagyítják a szobát.
A függőleges csíkok szűkítik a szobát, és növelik magasságát. Ezzel szemben a vízszintes csíkozás hatására a szoba alacsonyabbnak és szélesebbnek tűnik. A diszkrét vízszintes hangsúly a falfelület alsó harmadában ugyanakkor nyugalmat és szélességet kölcsönöz a szobának.

## A tapéta és a harmonikus környezet
A harmonikus környezethez hozzátartozik a kényelem, a megfelelő komfortérzet kialakítása, a lelki közérzet biztosítása. Az emberi szervezet komfortérzetét legalább három dolog határozza meg. Ezek a levegő páratartalma, a környezetünk hőmérséklete és a levegő áramlási sebessége.A lelki környezet kialakításához hozzátartoznak a környezetünk tárgyai, elhatárolt téralakzatok, ezekhez tartozó színárnyalatok és ezek együttes harmóniája. Nagyon fontos, hogy minden ember megteremtse magának és a vele együtt élőkkel, a legjobban megfelelő lelki és fizikai környezetét.Amióta a színek hatását fiziológiai és lélektani szempontból tudományosan vizsgálták megállapították, hogy a színdinamikai elvek alkalmazásával harmonikussá tudjuk alakítani a környezetünket. A magasan fejlett tapéta gyártási technológiával 100.000 féle színárnyalattal, a különböző célközönségnek készült tapéták minden igényt kielégítenek. A tapéták betervezésével és a színdinamikai szabályok betartásával a termelés fokozható a gyárakban és az irodákban. Javul a munkahelyi légkör, oldottabbak az emberi kapcsolatok. Iskolákban, óvodákban, bölcsődékben a gyermekek és fiatalok közérzetére nagy hatással vannak a színes tapéták. A szellemi képességek gyorsabban fejlődnek és a tudás megszerzésében is komoly szerepet játszik a tudatosan kialakított harmonikus környezet és a belső terek kiképzése.

## Az európai tapéta stílusok története a reneszánsztól a dekonstruktivizmusig, napjainkig

### Reneszánsz
A tapétázás virágkora, a tapétastílusok kialakulásának kezdete az európai reneszánsz idejére tehető. A gazdag déli kereskedővárosokban, így például Velencében és Firenzében ebben az időszakban terjedt el a vagyonosabb polgárok, az elithez tartozók körében a falak jó minőségű textilanyagokkal történő beborítása. Az elsősorban bársonyból, brokátból és damasztból készülő burkolatok díszítésére is odafigyeltek, elsősorban a palotákban jelentek meg az egyedi, színes mintázatok.
Ezeket a tapétákat elsősorban arab és mór eredetű mintázatokkal díszítették. A minták jellemzően szimmetrikusak, ismétlődőek voltak és világos színeket alkalmaztak, így kéket, pirosat vagy aranyat.
Ezek a textíliák ugyanakkor igen drágák voltak, így csak a legvagyonosabbak engedhették meg maguknak, hogy házaikat ilyenekkel díszítsék, az anyagok behozatalát pedig a kor háborúi is gátolták, melyek miatt a kereskedelmi útvonalak veszélybe kerültek. Emellett az árat természetesen az is megemelte, hogy ezeket a falburkolatokat általában mesteremberek készítették, az egyedi darabokat kézzel, fatekercsekkel dekorálták. A középosztály így textíliák helyett egyszerűbb, olcsóbb tapétákat alkalmazott otthonai falainak burkolására és díszítésére.
Ebben a korszakban terjedt el a grafikák sokszorosításának technikája is, így a korai falburkolatok sok esetben ilyeneket ábrázoltak, és nem ismétlődő mintákkal díszítették őket.

### Barokk
A reneszánsz továbbgondolásával jöttek létre a barokk korszak extravagáns tapétái, amelyeknek legjellemzőbb darabjai a királyi, hercegi palotákban használtak voltak. Súlyos színek, gazdag díszítés, aprólékosan kidolgozott minták jellemzik.
A stílus az egyház és a világi elit köreiben is igen elterjedtté vált. A kevésbé vagyonosak a selymet, brokátot és falikárpitot gyapjúszálból készült tapétákkal utánozták.

### Rokokó
A barokk stílussal egy időben hódított a rokokó, bár jóval később jelent meg, a 18. század első felében. Jellemzőek rá az aszimmetrikus minták, görbe vonalak, illetve a barokk stílusnál könnyebb, finomabb díszítési mód.

### Klasszicizmus
A barokk stílus ellentéteként jött létre, megjelenése a felvilágosodás kezdetének idejére tehető. Egyszerűbb, letisztult stílus, amely elsősorban Franciaországban hódított. Sokszor előfordulnak az ókorhoz visszanyúló motívumok, a függőlegesen felosztott dekorációk.

### Biedermeier
A klasszicizmussal bizonyos mértékig átfedésben alakult ki a biedermeier, ám ez elsősorban a német területeken terjedt el. Az ilyen stílusú tapéták a napóleoni stílussal ellentétben jellemzően egyszerűbb mintákat, természetközeli panorámákat ábrázoltak, mintáik pedig általában kisméretűek voltak.

### Neoreneszánsz, neobarokk, neoklasszicizmus
A 19. század vége és a 20. század eleje a historizmus néven ismert stílus megjelenését hozta, amely a régi stílusokat szabadon keverték, nem ragaszkodott szigorúan azok szabályaihoz. A kor stílusa tehát korántsem volt egységes, általánosságban azonban jellemezte az igen gazdag díszítés és az aprólékosan kidolgozott minták.

### Szecesszió
A 20. század kezdetén a historizmus mellett létrejött egy új, élénkebb stílus, a szecesszió, amely elvetette a szabályosságot, a szimmetriát, és jellemzően a természetből vett mintákkal dolgozott, így például virágmintával.

### Art déco
Ezt a stílust az absztrakt minták jellemzik, a mértani és organikus témákat keverték. Mivel ekkor már elterjedt volt a tömegtermelés, ezek a tapéták a középosztályban is igen elterjedtnek számítottak, rengeteg otthonban találkozhattunk velük az időszakban. Sok helyen még ma is megtalálhatóak.

### Bauhaus
A 20. század egyik meghatározó stílusa volt a Bauhaus, amelynek mintáit az objektivitás, a funkcionalizmus járja át. A stílus az ezredfordulót követően újjáéledt, jelenleg is sok otthonban megtalálható.

### Konstruktív funkcionalizmus
A stílus alapja nem más, mint a stílus újjáteremtése, a korábbi alapok meghaladása. Hívei nem a régiből akartak újat gyártani, hanem teljesen új témákat akartak kreálni. Új típusú alapanyagok jelentek meg, mint a parafa, a spárga és a velúr, illetve a fémes tapéta. Közkedveltté vált a poszter tapéták alkalmazása is, amelyeket jellemzően az otthonok hangulatának javítására használtak.

## A kínai tapéták a kezdettől az európai rokokóig és napjainkig
A tapéta műfaj legrégebbi képviselője a kínai tapéta, amely az egész világon a  tapéta termelés modellje lett. A kínai tapéta eredete időszámításunk előtti időkre, a Han-dinasztia időszakára nyúlik vissza. A selyem felhasználást követően a papír feltalálása, Krisztus után 105-ben, nagyot lendített a tapétagyártás fejlődésén. A kínaiak a 4. századtól folyamatosan tökéletesítették a tapéta alapanyagának számító rizspapír minőségét, és kiküszöbölték a szakadásokat. A tapétákat a kínai tintafestészet eszközeivel készítették. A 18. században Anglia közreműködésével megjelenik a kínai tapéta Európában és különlegessége és titokzatossága miatt óriási sikert arat. A Chinoiserie (kínaias) a rokokó pazar lakosztályaiban szerte Európában és Magyarországon is, a fényűzés részévé válik. Az Eszterházy család kastélyaiban Fertődön és Kismartonban példátlan Chinoisere pompát halmoztak fel a magyar tulajdonosok. A 21. században a Kínai Népköztársaság óriási léptekkel építi ki a tapéta gyártó kapacitását. A nagy európai tapétagyárak, Kínába telepített üzemeiben, a magasan képzett munkaerő magába szippantja a hiányzó tudást és az európai termelési kultúrát. Megindult a kínai tapéta gyors felemelkedése.

## 10 tipp tapéta választáshoz

### 1. Ha lehetőséged van rá, nézd meg az adott tapétát az otthonodban!
A jobb üzletekben van rá lehetőség, hogy haza is vidd az adott tapétát, katalógust, vagy más módon kérj termékmintát.
Az otthoni fények, a bútorokkal való összhang segít a helyes döntésben.

### 2. Tapéta vásárlásakor fontos figyelni rá, hogy az hogyan tapad majd a falhoz.
Általában három lehetőség létezik:
- a tapétát kell ragasztózni – a felrakása gyakorlatot igényel, de a szakembernek ez nem gond
- a falat kell ragasztózni – gyakorlat nélkül is megpróbálkozhatsz vele, csodás minták vannak
- öntapadós – kicsi a választék, enyhén műanyagos hatású a falon, tesztelni kell, hogy fennmarad-e.

### 3. Ha tapétát vásárolsz, nézd meg az illesztési utasítást!
Előfordulhat, hogy az így leeső részek miatt 1 tekerccsel többre van szükséged.
Az egyik legrosszabb dolog tapétázáskor, ha leáll a munka, mert várni kell a hiányzó tekercsre.
A tapéta címkéjének mindkét oldalán fontos információk vannak.
Olvasd el őket, és a tapétázás végéig őrizd meg, mert a gyár csak a címkékkel együtt
fogadja el a reklamációt! Ha van.

### 4. Tapétázás előtt járj utána, mi rejtőzik a faladon!
Vágd be egy részen, és nézd meg, hány réteg tapéta van most fent. Ha egynél több, akkor bármilyen stabilan áll is a falon, bármennyire sima a felülete, bármennyire jónak is tűnik, távolítsd el!

### 5. Órákba és több liternyi verítékbe is kerülhet a tapéta eltávolítása,
de a tapétakarnisnak van egy titkos fegyvere a nehéz esetekre – az öblítő.
Keverj össze egyenlő arányban öblítőt és forró vizet egy szórófejes flakonban.
Alaposan permetezd be vele a kilyuggatott tapétát.
15 perc után húzd le könnyedén a tapétát. A ragaszkodóbb részeken használj spaklit.

### 6. Használj mélyalapozót!
Nélküle hólyagos lehet a tapétád. Ha nincs mélyalapozód, hígra kevert ragasztóval is bekenheted a falat.
A lényeg, hogy legyen a falnak egy nedvessége, ne a ragasztóból szívja ki.

### 7. Boldog otthont szeretnél?
Akkor a forgalmas helyekre, pl. folyosó, előszoba, gyerekszoba mindenképp vinyl felületű, jól letörölhető tapétát válassz!

### 8. Lehet, hogy földönkívüli ötletnek tűnik, de a tapétázott mennyezet csodálatosan néz ki!
Olyannyira, hogy a tapétázott mennyezet mostanában egy új trendnek számít.
A tökéletes mennyezeti tapéta kiválasztásának kulcsa a merészség.
Egy absztrakt minta a mennyezeten a szobát hétköznapiból kiemelkedővé alakíthatja.

### 9. Minden stílushoz van ma már tapéta.
Fontold meg, hogy melyik design egészíti ki otthonod stílusát – a világos geometrikus minták például egy kortárs,
új épülethez illenek, míg egy rusztikus parasztház jobban illik a lágy virágokhoz.

### 10. Hallgass a szívedre, ha tetszik egy minta! És dönts okosan a mennyiségről!
A feltűnő mintából elég egy kis helyre rakni. Akár a két ablak közti látszó részen, vagy egy kis sarokban is látványos.

## Múzeumok
- Német Tapétamúzeum Archiválva 2020. december 4-i dátummal a Wayback Machine-ben

## További információ
Blog cikk a színek hatásairól 